# Ōtomo no Yakamochi
Ōtomo no Yakamochi (jap. 大伴 家持; ok. 718 – 5 października 785) – japoński polityk okresu Nara i literat, zaliczony do Trzydziestu Sześciu Mistrzów Poezji.
Syn dowódcy wojskowego i poety Ōtomo no Tabito, po którego śmierci został przywódcą rodu Ōtomo. Młodość spędził na Kiusiu. Jego ciotką była znacząca poetka, Ōtomo no Sakanoue no Iratsume, której córkę poślubił. Jego patronem był Tachibana no Moroe, który doszedł do władzy po śmierci przywódców rodu Fujiwara w wielkiej epidemii. Ōtomo pełnił m.in. funkcje wiceministra wojny i gubernatora prowincji, m.in. Etchū (746–751) (ob. prefektura Toyama); przez jakiś czas mieszkał też na dworze cesarskim w Narze. Po roku 756 utracił (wraz z całym rodem) wpływy polityczne w wyniku konfliktów dworskich; w 782 skazany na zesłanie, jednak ułaskawiony i mianowany dowódcą wojsk walczących przeciw Ajnom. Już po śmierci został oskarżony o spisek, który doprowadził do śmierci faworyta cesarza (ostatecznie sprawa ta pozostała niewyjaśniona).
Uważany za ostatecznego kompilatora dwudziestotomowej wersji pierwszego zbioru poezji japońskiej „Man’yōshū”; jego prywatna kolekcja poezji stała się podstawą czterech końcowych tomów zbioru. Ōtomo no Yakamochi i jego koledzy-redaktorzy uporządkowali kolekcję, układając wiersze chronologicznie, włączając do niej części innych zbiorów wierszy (obecnie w większości zaginionych), oceniając, czy utwory są warte jedynie „czci” (jako dawne i klasyczne), czy także „naśladowania”. Pierwszych szesnaście tomów zawiera poezje od czasów najdawniejszych do roku 744. Prywatny zbiór Ōtomo no Yakamochi tworzy tzw. „nowy zbiór” wierszy z lat 746–759. W zbiorze znajdują się 479 wiersze Ōtomo, co stanowi największą zachowaną kolekcję pojedynczego poety tego okresu.
Pozostawał pod wpływem poezji Kakinomoto no Hitomaro, któremu złożył hołd w przedmowie do swoich wierszy chōka, a także dzieł jego ciotki, damy Ōtomo no Sakanoue. Jego poezja miłosna jest niezbyt nowatorska i niezbyt osobista, podobnie jak wiersze odnoszące się do spraw rodowych; w niektórych dziełach można dostrzec słabe wpływy buddyzmu, którym jednak Ōtomo nie był szczególnie zainteresowany. Ōtomo no Yakamochi prowadził aktywną „korespondencję poetycką”, wymieniając wiersze z innymi poetami i dworzanami (m.in. z damami, z którymi miał romanse). Czasem wypowiadał się poetycko na tematy publiczne (np. opisując ceremonie dworskie czy odkrycie złota w Michinoku w północno-wschodniej Japonii. Cytowana w tym ostatnim wierszu pieśń została wykorzystana jako dzieło nawołujące do patriotyzmu i poświęceń w czasie II wojny światowej). Zbierał i redagował wiersze na temat podróży, w tym żołnierzy wysyłanych na dalekie placówki. Wiele z nich wyraża ból rozłąki odczuwanej przez ludzi oderwanych od rodzin. Stanowią one największy ówczesny zbiór poezji tworzony przez ludzi z prowincji i zachowują pewne cechy dialektów prowincjonalnych, aczkolwiek Ōtomo dokonał wyboru i redakcji w oparciu o reguły estetyki dworskiej. Sam też pisał wiersze z podróży, wiele z nich koncentruje się na odczuwaniu świata naturalnego i jego zmienności. Jego znaczącym osiągnięciem jest uchwycenie i wyrażenie delikatnych emocji, odczuwanych przy obcowaniu z naturą; jest w tym zakresie prekursorem estetyki mono no aware.